# 格鲁吉亚铁路
格鲁吉亚铁路（羅馬化：Sakartvelos Rkinigza）是格鲁吉亚的国家铁道公司。

## 路線
格鲁吉亚铁路主線位于黑海和里海之间，是欧洲到中亚的最短路线。格鲁吉亚铁路採用1,520毫米（4英尺11+27⁄32英寸）标准俄罗斯铁路轨距，目前全部电气化完毕，长度总计1323.9 km。格鲁吉亚铁路的线路上有1422座桥梁, 32隧道和共计136座车站，其中22座办理客运。

## 历史
格鲁吉亚铁路建于1865年，自1871年开始运行，最初是从波蒂到Kvirila（现在叫Zestaponi）。格鲁吉亚铁路第一趟客车1872年10月10日开行，从波蒂到第比利斯。